# Nedre Gailanjaure
Nedre Gailanjaure är en sjö i Vilhelmina kommun i Lappland och ingår i Ångermanälvens huvudavrinningsområde. Sjön har en area på 0,742 kvadratkilometer och ligger 850 meter över havet. Nedre Gailanjaure ligger i Marsfjället Natura 2000-område. Sjön avvattnas av vattendraget Krutån.

## Delavrinningsområde
Nedre Gailanjaure ingår i det delavrinningsområde (722591-148328) som SMHI kallar för Utloppet av Nedre Gailanjaure. Medelhöjden är 967 meter över havet och ytan är 6,03 kvadratkilometer. Räknas de 5 avrinningsområdena uppströms in blir den ackumulerade arean 16,91 kvadratkilometer. Krutån som avvattnar avrinningsområdet har biflödesordning 3, vilket innebär att vattnet flödar genom totalt 3 vattendrag innan det når havet efter 432 kilometer. Avrinningsområdet består mestadels av kalfjäll (88 procent). Avrinningsområdet har 0,74 kvadratkilometer vattenytor vilket ger det en sjöprocent på 12,3 procent.